# Pt31
Pt31 (пол. Pośpieszny — дословно, скорый, по смыслу, пассажирский (дальнего следования), t — тип 1-4-1) — серия польских магистральных пассажирских паровозов. Строились с 1932 (по другим данным — с 1931) по 1940 на польском заводе Fablok (г. Хшанув). Данный паровоз предназначался для обслуживания тяжёлых пассажирских поездов, а его прототипом послужил опытный паровоз типа 2-4-1 серии Pu29, выпущенный Познанским заводом имени Цегельского в 1929 году в количестве 3 экземпляров, но не запущенный в серийное производство из-за своей негабаритности по отношению к поворотным кругам локомотивных депо PKP того времени. До начала Второй мировой войны (сентябрь 1939 года) было выпущено 98 паровозов, а в период немецкой оккупации — ещё 12. На дорогах Польши они считались мощными пассажирскими локомотивами, способными водить пассажирские поезда массой до 650 тонн.
В 1939 году, по итогам Польского похода Красной армии, часть этих паровозов (по данным НКПС — 36 шт, по немецким — 45 шт) оказалась на территории Советского Союза, где их переделали на колею 1524 мм и присвоили обозначение серии Пт31 (в некоторых справочниках встречается ПТ-31). В СССР эти паровозы работали на Львовской железной дороге вплоть до середины 60-х.
13 февраля 1980 года на Польских железных дорогах был списан последний паровоз серии — Pt31-49, который в настоящее время числится экспонатом музея в Явожина-Слёнска. Ещё один паровоз серии, а именно Pt31-64, является экспонатом музея в Хабувке.